# Mía Maestro
Mía Maestro (Buenos Aires, 19 de junho de 1978) é uma atriz argentina que já atuou em teatro, cinema e televisão. Conhecida por interpretar a personagem Nadia Santos na série Alias, Christina Kahlo em Frida e também por viver a personagem Carmem em Amanhecer: Parte 1 e Amanhecer: Parte 2. Ultimamente fez parte do elenco principal da série The Strain.

## Biografia
Mía Maestro nasceu em Buenos Aires, 19 de junho de 1978. Filha de uma economista e de um homem de negócios, ambos argentinos.
Estudou no Instituto Elena Frondizi de Seghetti em Buenos Aires até o ano de 1993. Quando chegou a maioridade se transferiu para Berlim, Alemanha para desenvolver um repertório vocal de obras de Kurt Weill e Hans Eisler. Ela também fez performance musical e de dança. Seu professor de atuação na Argentina foi Carlos Gandolfo.
Atualmente vive em Toronto, Canada.

## Carreira

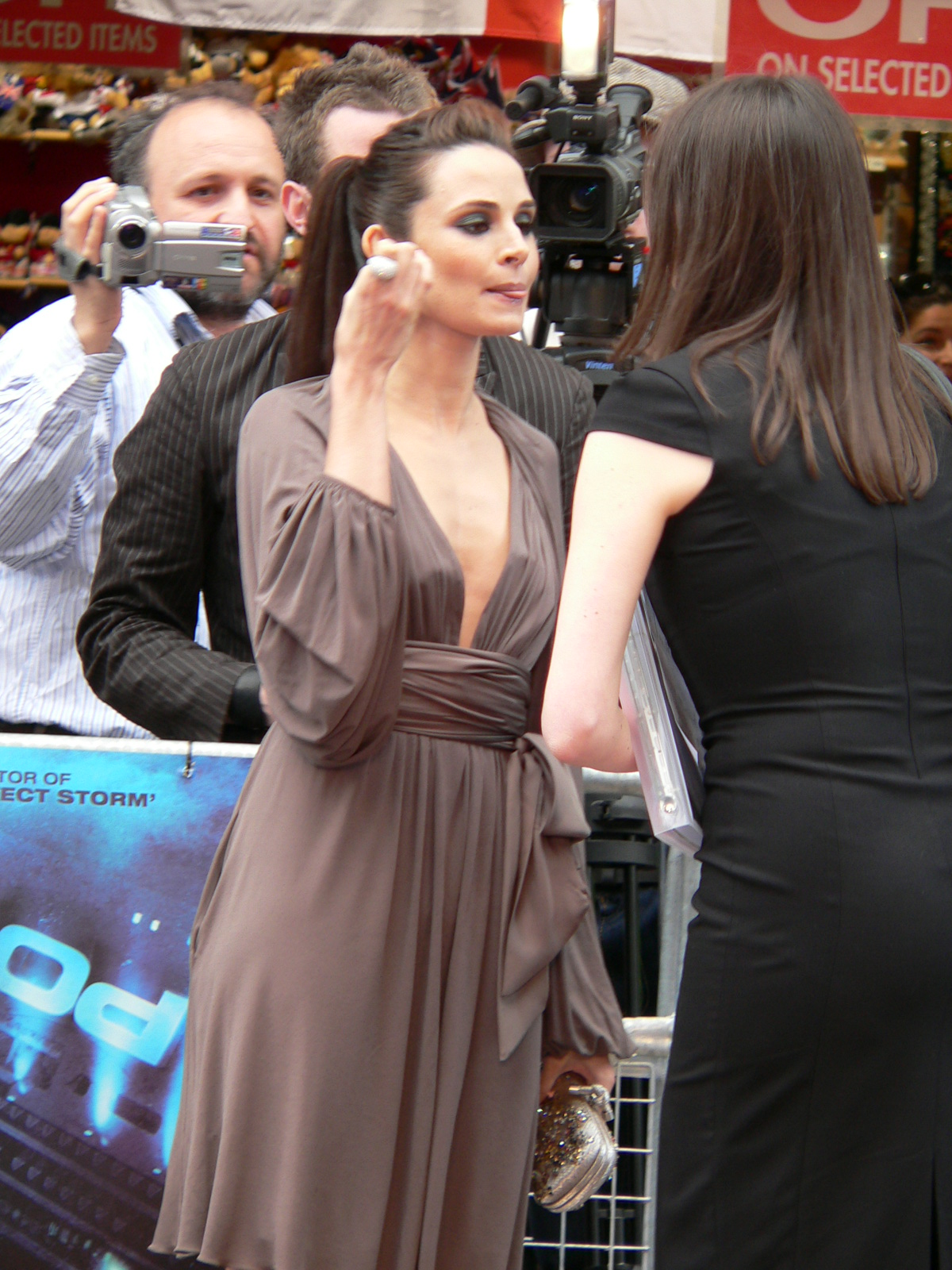
miniaturadeimagen

Mía Maestro tem recebido vários créditos desde que começou a atuar em Tango, onde viveu a personagem Elena Flores, uma bailarina de tango. Este filme foi indicado ao Prêmio da Academia (Óscar) na categoria melhor filme estrangeiro.
Em 2004, juntou-se ao elenco de Alias, aclamada série da ABC, por duas temporadas. No mesmo ano, Maestro também apareceu no filme argentino, La Niña de Santa (A Menina Santa), dirigido por Lucrecia Martel e também no filme Diários de Motocicleta, (filme que recebeu nominações na categoria de Melhor Filme Estrangeiro ao prêmio Globo de Ouro). Maestro já atuou como vítima de um sequestro na Venezuela no thriller de Jonathan Jakubowicz Secuestro Express, lançado pela Miramax. Em dezembro de 2005, ela estrelou no vídeo da música "Te Amo Corazón", do artista Prince. Ainda em 2005, participou dos filmes Deepwater e Las mantenidas sin sueños. Em 2006, co-estrelou no filme de Wolfgang Petersen: Poseidon, um remake do filme de 1972 de mesmo nome. Desempenhando o papel de Elena Morales.
Em 2010 e 2011, ela viveu a personagem Carmen Denali nos filmes Amanhecer: Parte 1 e Amanhecer: Parte 2 da saga Crepúsculo. Desde 2014, ela faz parte do elenco principal da série The Strain.

## Filmografia
| Ano  | Título                    | Papel                | Notas                    |
| ---- | ------------------------- | -------------------- | ------------------------ |
| 2014 | Grand Street              | Antonia              |                          |
| 2013 | Some Girl(s)              | Tyler                |                          |
| 2012 | Blue Eyed Sailor          | Mía Maestro          | Filme curto, Compositora |
| 2012 | Savages                   | Dolores              |                          |
| 2012 | Amanhecer: Parte 2        | Carmen Denali        |                          |
| 2011 | Amanhecer: Parte 1        | Carmen Denali        |                          |
| 2011 | It Goes Without Saying    | Jojo                 | Filme curto              |
| 2011 | The Speed of Thought      | Anna Manheim         |                          |
| 2011 | The Music Never Stopped   | Celia                |                          |
| 2010 | Agua y sal                | Micaela              |                          |
| 2010 | First Night               | Nicoletta            |                          |
| 2010 | Meant to Be               | Gigi                 |                          |
| 2008 | Visioneers                | Charisma             |                          |
| 2007 | The Box                   | Sasha Eccles         |                          |
| 2006 | Poseidon                  | Elena Morales        |                          |
| 2005 | Secuestro Express         | Carla                |                          |
| 2005 | Las mantenidas sin sueños | Celina               |                          |
| 2005 | Deepwater                 | Iris                 |                          |
| 2004 | La Niña de Santa          | Inés                 |                          |
| 2004 | Diários de Motocicleta    | Chichina (Argentina) |                          |
| 2003 | Four Lean Hounds          | Kay                  | Filme Curto              |
| 2002 | Frida                     | Cristina Kahlo       |                          |
| 2001 | Hotel                     | Cariola              |                          |
| 2000 | El astillero              | Mulher               |                          |
| 2000 | Timecode                  | Ana Pauls            |                          |
| 2000 | Juntando os Pedaços       | Carla                |                          |
| 1999 | The Venice Project        | Danilla              |                          |
| 1998 | Tango                     | Elena Flores         |                          |

### Televisão
| Ano       | Título     | Papel             | Notas                |
| --------- | ---------- | ----------------- | -------------------- |
| 2015      | Scandal    | Elise Martin      | 3 episódios          |
| 2015      | Hannibal   | Allegra Pazzi     | Episódio: "Contorno" |
| 2014-2015 | The Strain | Dr. Nora Martinez | Elenco Principal     |
| 2004-2006 | Alias      | Nadia Santos      | 31 episódio          |

## Ligações Externas
- Perfil da atriz no IMDb
- Perfil do Filme: Diário de Motocicletas no IMDb